# Swains
L’île Swains (samoan : Olosega, tokelauan : Olohega, anglais : Swains Island) est située dans l’océan Pacifique. D’une superficie de 1,86 km2, elle se trouve au nord du groupe d'îles principal des Samoa américaines, territoire des États-Unis d'Amérique dont elle fait partie.
L'île est revendiquée par les Tokelau.

## Histoire
L'île est abordée le 2 mars 1606 par le Portugais Pedro Fernándes de Queirós, qui la baptise Isla de la Gente Hermosa. Le 1er février 1841, elle est renommée Swains, puis attribuée par le gouvernement américain à la famille Jennings à des fins de développement. L'île est finalement annexée aux Samoa américaines le 4 mars 1925 avec l'accord de la Nouvelle-Zélande.
L'île Swains est revendiquée par les Tokelau (et en fait partie d'un point de vue purement géographique). Pour les Tokelauans, l'île s'appelle Olohega.
En 2005, elle comptait 37 habitants.